# 李上甲
李上甲（1927年11月24日—2014年1月20日）在台灣對日貿易的發展上具有相當大的貢獻，是台灣經濟界第一位獲得日本天皇頒發「旭日小綬章」的人物。

## 擴展台灣與日本貿易之經濟模式
李上甲認為在經貿的交流中，最關鍵的要素是「人・物・資本」，提出台日企業合作最重要的課題在於「貿易・投資・技術・商業模式」，藉此推動台日間互補關係之相關政策。在做法上，則以非營利組織(NPO)或非政府組織(NGO)作為操作平台，積極到日本耕耘產業人脈，深入了解日本文化與產業現況，並找到國際產業之間的互補性，促進台日之間的工商界媒合，藉此幫助台灣產業界拓展市場出海口，並引進所需要的技術資源，其影響力遠超過一般廠商所能觸及的範圍。這樣的經濟模式可廣為推廣至其他國家。

## 一生經歷

### 鹿窟基地案
李上甲就讀台北師範學院，1949年擔任學生幹部的李上甲因四六事件被逮捕後獲釋，由於省工委反政府活動遭破獲後，政府大肆搜捕，1949年6月省工委蔡孝乾安排大批逃亡幹部學生前往山區，選定今石碇與汐止交界的鹿窟作為「北區武裝基地」，起初由老家在鹿窟的陳春慶帶著幾位躲避228追捕的朋友入山，後來更多的地下黨員也聚集到鹿窟，李上甲也逃亡至鹿窟基地躲藏，當地人稱為跑山仔，原本在村民睜一隻眼閉一隻眼的跑山仔，卻開始發展組織成立了「台灣人民武裝保衛隊」即鹿窟基地，當時李上甲在基地擔任指導員，為了防止告密，隊員或送禮或裹脅使得村民不得不就範，因此幾乎全村都涉及此案，連10歲兒童也只知共產國際歌不知國歌為何，後蔡孝乾遭逮捕變節將組織全盤托出，鹿窟因此被調查局盯上，1952年12月動員上萬軍隊大肆搜捕，大批村民遭逮捕即鹿窟基地案，涉案的李上甲原係屬於組織幹部而獲得自新的機會，但在鹿窟基地案中捐款給李上甲及協助掩護他逃亡的兩位胞弟擔任田尾鄉公所幹事的李書勳及在福泰紡織工作的李聰禮，卻因案遭判決死刑槍決。當時承辦的幹員谷正文，在晚年接受訪問時說自新的領導人是有政治宣導用途，目的就是要讓曾被他吸收和領導的徒眾對他們永遠痛恨和失望。

### 職場生涯
李上甲的職場生涯中，有四十五年的時間專職在台日貿易的交流。，經濟部技術處,在外貿協會任職期間，他拜訪過日本所有縣市，親自到實地了解當地的產業動態，並建立相關人脈。68歲時從外貿協會退休，退休後繼續在「財團法人台日經濟貿易發展基金會 （页面存档备份，存于）」擔任秘書長，該基金會之首任董事長為已故的辜振甫先生。在基金會任職期間，成功統籌「東亞經濟會議台灣委員會」、「台日商務協議會」、「台灣對日商務企業聯誼會」等相關團體的資源。同時協助解決台日之間的貿易摩擦，並促進台日之間的多項交流活動。82歲時辭去基金會董事及顧問等一切正式職銜。

## 台日貿易拓展歷史
1964年11月～1970年7月   ●台日交流「基礎架構」建構期

1970年7月～1990年2月   ●交流「成長期」

1990年3月～1994年6月   ●從此邁入台日交流「加速成長期」
自1993年至2007年之間，財團法人台日經濟貿易發展基金會以主辦者、共同主辦者或協辦者所進行的活動中，協助日本團體達257個。同時，台日雙方在非營利組織・非政府組織領域的活動項目達17類，台灣方面參加活動的企業累計有14,479家，日本方面則有34,287家。所推動的「大型赴日拓銷團」，主要以電子、電腦、機械、模具、整廠輸出等為重點項目。所衍生出的貿易金額推估達67.26億美金，台灣自日本引進的技術案件(包含OEM、ODM、許可生產、重要技術案件等)則達到451件之多，對當時平衡台日貿易逆差有很大貢獻。

## 荣誉

### 外国勋章奖章
- 旭日小绶章（日本，2005年11月3日公布[9]）：因促進日台双边经贸交流的貢獻。